# Onthophagus stillatus
Onthophagus stillatus là một loài bọ cánh cứng trong họ Bọ hung (Scarabaeidae).